# Harold Stephen Black
Harold Stephen Black (ur. 14 kwietnia 1898 w Leominster, zm. 11 grudnia 1983) – inżynier elektryk, naukowiec i wynalazca amerykański.
Studiował na politechnice w Worcester (Worcester Polytechnic Institute) gdzie uzyskał w 1921 roku tytuł bakałarza. Pracował następnie dla Western Electric (wówczas głównego partnera produkcyjnego firmy AT&T). Od 1925 roku do emerytury pracował w Laboratoriach Bella. Po latach politechnika w Worcester przyznała mu także doktorat honorowy.
Black zrewolucjonizował elektronikę wynalezieniem wzmacniacza ze sprzężeniem zwrotnym w 1927 roku.
We wczesnych latach 20. XX wieku Harold Black pracował dla Laboratoriów Bella, projektując wzmacniacze dla telefonii międzykontynentalnej zajął się problemem wzmacniania sygnałów w liniach telekomunikacyjnych łączących odległe punkty. Zmagał się z nim przez kilka lat aż w końcu, w drodze do pracy, przepływając promem przez rzekę Hudson z New Jersey do Nowego Jorku, w dniu 2 sierpnia 1927 roku, w słynnej już dziś chwili „objawienia”, wpadł na pomysł zastosowania ujemnego sprzężenia zwrotnego. Nie mając na czym zapisać swoich myśli wykonał szkic obwodu z pętlą ujemnego sprzężenia zwrotnego na niewłaściwie wydrukowanej stronie gazety New York Times, odnotował datę i podpisał się. Black uświadomił sobie, że ujemne sprzężenie zwrotne może zmniejszyć zniekształcenia kosztem redukcji wzmocnienia ogólnego. Innymi słowy jeśli część wzmocnienia wzmacniacza o wysokim współczynniku wzmocnienia poświęci się zwracając przez pętlę sprzężenia część sygnału wyjściowego to zniekształcenia wywołane szumem i dryftem komponentu ulegną zmniejszeniu.
W ten sposób Black w 1927 roku stworzył koncepcję stabilnych wzmacniaczy z ujemnym sprzężeniem zwrotnym – innymi słowy zademonstrował użyteczność sprzężenia zwrotnego do redukcji zniekształceń wzmacniaczy regenerujących.
Wynalazek miał więc miejsce w 1927 roku a zgłoszenie patentowe w 1928 roku ale artykuł opisujący nową ideę opublikowano dopiero w 1934 roku (Stabilized Feedback Amplifiers). Pomysł Blacka wówczas był tak nieintuicyjny (wzmacniacz z wzmocnieniem większym niż jeden mógł być stabilny), że patent wydano ze znacznym opóźnieniem. Biuro patentowe było bardzo sceptyczne, potraktowało ujemne sprzężenie zwrotne jak perpetuum mobile i żądało działającego prototypu. Po szeroko zakrojonych pracach, testy praktyczne w pełnej skali przeprowadzono w 1930 roku a w 1931 roku wzmacniacz taki zaczęto używać w firmie AT&T. Informacja o rozwiązaniu nie była publikowana w swobodnie dostępnej literaturze aż do roku 1934 a patent ostatecznie przyznano dopiero w 1937 roku.
Przy praktycznym opracowywaniu wzmacniacza i badaniu jego zachowania Blackowi asystował Harry Nyquist. Black przekazał problem stabilności takiej pętli sprzężenia zwrotnego do swego kolegi z Laboratoriów Bella Harry’ego Nyquista.
Z uwagi na rozliczne zastosowania, wynalazek Blacka bywa uznawany za najważniejszy przełom jaki miał miejsce na polu elektroniki w XX wieku. Rozliczność zastosowań pomysłu Blacka wynika z tego, że wszystkie urządzenia elektroniczne (lampy elektronowe, tranzystory bipolarne i tranzystory MOS) wynalezione przez ludzkość są w swej istocie urządzeniami nieliniowymi. To właśnie wynalezienie ujemnego sprzężenia zwrotnego czyni możliwym stworzenie wysoce liniowych wzmacniaczy. Ujemne sprzężenie zwrotne zasadniczo działa w ten sposób, że kosztem wzmocnienia wprowadza większą liniowość (innymi słowy zmniejsza zniekształcenia, czyli zmniejsza intermodulację). Poświęcenie wzmocnienia daje także dodatkowy efekt w postaci poszerzenia pasma wzmacniacza. Jednakże wzmacniacz z ujemnym sprzężeniem zwrotnym może być niestabilny z uwagi na jego oscylacje. Gdy rozwiąże się ponadto problem stabilności, wzmacniacz z ujemnym sprzężeniem zwrotnym staje się wysoce użytecznym urządzeniem elektronicznym.
Mervin J. Kelly (1894-1971) – amerykański fizyk, przewodniczący Laboratoriów Bella w latach 1951-1959 w 1957 powiedział o Blacku: Nie ma nic z przesady w stwierdzeniu, że bez wynalazku Blacka (wzmacniacza ze sprzężeniem zwrotnym) nie istniałyby ani telefonia pomiędzy odległymi punktami ani sieci telewizyjne, które pokrywają nasz cały kraj ani kablowa telefonia międzykontynentalna.